# Hale (Hampshire)
Hale – wieś w Anglii, w hrabstwie Hampshire, w dystrykcie New Forest. Leży 27 km na południowy zachód od miasta Winchester i 127 km na południowy zachód od Londynu.